# D-glicero-alfa-D-mano-heptoza-7-fosfat kinaza
-glicero-alfa--mano-heptoza-7-fosfat kinaza (EC 2.7.1.168, D-alfa-D-heptoza-7-fosfat kinaza, hdda (gen)) je enzim sa sistematskim imenom ATP:D-glicero-alfa--mano-heptoza 7-fosfat 1-fosfotransferaza. Ovaj enzim katalizuje sledeću hemijsku reakciju
-glicero-alfa--mano-heptosa 7-fosfat + ATP {\displaystyle \rightleftharpoons } -glicero-alfa--mano-heptosa 1,7-bisfosfat + ADP
Ovaj enzim učeststvuje u biosintezi GDP-D-glicero-alfa--mano-heptoze, što je neophodno za formiranje S-sloja glikoproteina kod Gram-pozitivnih bakterija.

## Literatura
- Nicholas C. Price; Lewis Stevens (1999). Fundamentals of Enzymology: The Cell and Molecular Biology of Catalytic Proteins (Third изд.). USA: Oxford University Press. ISBN 019850229X.
- Eric J. Toone (2006). Advances in Enzymology and Related Areas of Molecular Biology, Protein Evolution (Volume 75 изд.). Wiley-Interscience. ISBN 0471205036.
- Branden C; Tooze J. Introduction to Protein Structure. New York, NY: Garland Publishing. ISBN 0-8153-2305-0.
- Irwin H. Segel. Enzyme Kinetics: Behavior and Analysis of Rapid Equilibrium and Steady-State Enzyme Systems (Book 44 изд.). Wiley Classics Library. ISBN 0471303097.
- William P. Jencks (1987). Catalysis in Chemistry and Enzymology. Dover Publications. ISBN 0486654605.

## Spoljašnje veze
- D-glycero-alpha-D-manno-heptose-7-phosphate+kinase на 